# Stidzaeras evora
Stidzaeras evora là một loài bướm đêm thuộc phân họ Arctiinae, họ Erebidae.